# 5564 Hikari
5564 Hikari este o planetă minoră (asteroid), cu un diametru de 6,162 km, din centura de asteroizi. A fost descoperită pe 9 noiembrie 1991 la Kushiro de Seiji Ueda⁠(d). 
Obiectul prezintă o orbită caracterizată de o semiaxă mare de 2,5284368 UAi, o excentricitate de 0,1248051, o înclinație de 7,60149 ° în raport cu ecliptica.